# 시편 사색
《시편사색》은 C.S.루이스가 쓴 기독교 단행본이다. 성공회 신자인 루이스가 쓴 유일한 성서이야기이며, 구약성서의 시편과의 만남을 통해 작가의 머리와 마음속에서 일어난 상념들을 정리한 책이다. 한국어판은 홍성사에서 번역/출판하였다.

## 내용
루이스는 시편을 읽을 때는 시로써 읽어야 하며, '보이지 않고 들리지 않던 것에 몸을 주는 하나의 작은 성육신'이라고 시를 정의하였다.  
그는 하나님이 의인뿐 아니라 악인이 죽는 것도 기뻐하지 않으신다고 주장하였다.